# Phil Harding
Philip (Phil) Harding (Oxford, 25 januari 1950) is een Britse veldarcheoloog. Hij is bekend van de televisieserie Time Team. Harding heeft zijn opleiding aan de Universiteit van Bristol doorlopen en neemt sinds 1966 deel aan opgravingen. Sinds 1971 is hij een professioneel archeoloog.

## Carrière
Na zijn schooltijd werkte Phil Harding in een poppenfabriek totdat hij in 1971 fulltime archeoloog werd. Sinds die tijd is hij een expert geworden op het gebied van het maken van vuurstenen werktuigen. In 1981 werd hij geopereerd omdat hij een stuk vuursteen in zijn linkeroog kreeg toen hij werkte aan een vuurstenen bijl.
Sinds midden jaren zeventig heeft hij gewerkt aan opgravingen in Berkshire, Hampshire, Dorset, Wiltshire en het eiland Wight voor het Department of the Environment. In 1979 werd het Department of the Environment omgedoopt in Wessex Archaeology. Phil werkt nog steeds voor Wessex Archaeology.
- International Standard Name Identifier: 0000 0000 3380 4786
- Library of Congress Control Number: n2002024946
- Virtual International Authority File: 53506271
- WorldCat: E39PBJgxrhfxtghGxD7c4qV6Kd